# 大眼豬齒魚
大眼豬齒魚，為輻鰭魚綱鱸形目隆頭魚亞目隆頭魚科的其中一種，分布於西太平洋區，從澳洲昆士蘭至新喀里多尼亞海域，棲息深度可達82公尺，體長可達51.5公分，棲息潟湖或臨海礁石，獨居性，以甲殼類、軟體動物及海膽等為食，生活習性不明，可作為食用魚及觀賞魚。

## 擴展閱讀
維基物種上的相關：大眼豬齒魚